# Sechskiemerhaie
Die Sechskiemerhaie (Hexanchus) sind eine Gattung ursprünglicher, in tiefem Wasser lebender ovoviviparer Haie aus der Ordnung der Hexanchiformes. Die Gattung umfasst mit dem Stumpfnasen-Sechskiemerhai (Hexanchus griseus), dem Großaugen-Sechskiemerhai (Hexanchus nakamurai) und Hexanchus vitulus nur drei rezente Arten.

## Merkmale
Sechskiemerhaie zeichnen sich durch die sechs Kiemenspalten auf jeder Kopfseite aus, durch die sie sich von allen anderen heutigen Haien unterscheiden, welche meist fünf Kiemenspalten aufweisen. Die Tiere sind einfach gefärbt, ohne Flecken oder dunkle Flossenspitzen. Ihre unteren Zähne sind groß, flach und kammartig mit einer größeren und acht bis zehn kleineren Kuppen.

## Einzelbelege
1. ↑  Daly-Engel, T.S., Baremore, I.E., Grubbs, R.D., Gulak, S.J.B., Graham, R.T. & Enzenauer, M.P. (2018): Resurrection of the sixgill shark Hexanchus vitulus Springer & Waller, 1969 (Hexanchiformes, Hexanchidae), with comments on its distribution in the northwest Atlantic Ocean. Marine Biodiversity, Februar 2018.
2. ↑  L. J. V. Compagno: 
Genus Hexanchus, Sharks of the World, Marine Species Identification Portal, abgerufen am 14. März 2014